# Olympische Sommerspiele 2020/Teilnehmer (Sambia)
| Gelbes Symbol für Goldmedaillen mit stilisierten Olympischen Ringen | Graues Symbol für Silbermedaillen mit stilisierten Olympischen Ringen | Braundes Symbol für Bronzemedaillen mit stilisierten Olympischen Ringen |
| ------------------------------------------------------------------- | --------------------------------------------------------------------- | ----------------------------------------------------------------------- |
| —                                                                   | —                                                                     | —                                                                       |

Sambia nahm an den Olympischen Spielen 2020 in Tokio mit 30 Sportlern in fünf Sportarten teil. Es war die insgesamt 14. Teilnahme an Olympischen Sommerspielen.

## Teilnehmer nach Sportarten

### Boxen
| Athleten          | Wettbewerb               | 1. Runde   | 1. Runde | Achtelfinale | Achtelfinale | Viertelfinale | Viertelfinale | Halbfinale    | Halbfinale    | Finale        | Finale        | Rang |
| Athleten          | Wettbewerb               | Gegner     | Ergebnis | Gegner       | Ergebnis     | Gegner        | Ergebnis      | Gegner        | Ergebnis      | Gegner        | Ergebnis      | Rang |
| ----------------- | ------------------------ | ---------- | -------- | ------------ | ------------ | ------------- | ------------- | ------------- | ------------- | ------------- | ------------- | ---- |
| Männer            |                          |            |          |              |              |               |               |               |               |               |               |      |
| Patrick Chinyemba | Fliegengewicht bis 52 kg | A. Winwood | 4:1      | G. Yafai     | 2:3          | ausgeschieden | 9             |               |               |               |               |      |
| Everisto Mulenga  | Federgewicht bis 57 kg   | Freilos    | Freilos  | C. Ávila     | 2:3          | ausgeschieden | ausgeschieden | ausgeschieden | ausgeschieden | ausgeschieden | ausgeschieden | 9    |
| Stephen Zimba     | Weltergewicht bis 69 kg  | M. Ah Tong | 5:0      | A. Samkowoi  | 1:4          | ausgeschieden | ausgeschieden | ausgeschieden | ausgeschieden | ausgeschieden | ausgeschieden | 9    |

### Fußball
| Wettbewerb    | Frauen |
| ------------- | --- |
| Athletinnen   | Catherine Musonda Fikile Khosa Lushomo Mweemba Esther Siamfuko Anita Mulenga Mary Wilombe Ochumba Lubandji Margaret Belemu Hellen Mubanga Grace Chanda Barbra Banda Avell Chitundu Martha Tembo Ireen Lungu Agness Musase Hazel Nali Racheal Kundananji Vast Phiri Evarine Katongo Esther Mukwasa Hellen Chanda Ngambo Musole |
| Trainer       | Bruce Mwape |
| Gruppenphase  | Niederlande (3:10) China (4:4) Brasilien (0:1) |
| Viertelfinale | ausgeschieden |
| Halbfinale    | ausgeschieden |
| Finale        | ausgeschieden |
| Platzierung   | 9 |

### Judo
| Athleten        | Wettbewerb | 1. Runde  | 1. Runde | 2. Runde      | 2. Runde      | Viertelfinale | Viertelfinale | Halbfinale / Trostrunde | Halbfinale / Trostrunde | Finale / Platz 3 | Finale / Platz 3 | Rang |
| Athleten        | Wettbewerb | Gegner    | Ergebnis | Gegner        | Ergebnis      | Gegner        | Ergebnis      | Gegner                  | Ergebnis                | Gegner           | Ergebnis         | Rang |
| --------------- | ---------- | --------- | -------- | ------------- | ------------- | ------------- | ------------- | ----------------------- | ----------------------- | ---------------- | ---------------- | ---- |
| Männer          |            |           |          |               |               |               |               |                         |                         |                  |                  |      |
| Steven Mungandu | bis 66 kg  | A. Gomboc | 0s3:10s1 | ausgeschieden | ausgeschieden | ausgeschieden | ausgeschieden | ausgeschieden           | ausgeschieden           | ausgeschieden    | ausgeschieden    | 17   |

### Leichtathletik
Laufen und Gehen 
| Athleten     | Wettbewerb | Runde 1 | Runde 1 | Halbfinale    | Halbfinale    | Finale        | Finale        | Rang          |
| Athleten     | Wettbewerb | Zeit    | Rang    | Zeit          | Rang          | Zeit          | Rang          | Rang          |
| ------------ | ---------- | ------- | ------- | ------------- | ------------- | ------------- | ------------- | ------------- |
| Frauen       |            |         |         |               |               |               |               |               |
| Rhoda Njobvu | 100 m      | 11,40 s | 4       | ausgeschieden | ausgeschieden | ausgeschieden | ausgeschieden | ausgeschieden |
| Rhoda Njobvu | 200 m      | 23,33 s | 4       | ausgeschieden | ausgeschieden | ausgeschieden | ausgeschieden | ausgeschieden |
| Männer       |            |         |         |               |               |               |               |               |
| Sydney Siame | 200 m      | 21,01 s | 4       | ausgeschieden | ausgeschieden | ausgeschieden | ausgeschieden | ausgeschieden |

### Schwimmen
| Athleten        | Wettbewerb    | Vorlauf | Vorlauf | Halbfinale    | Halbfinale    | Finale        | Finale        | Rang |
| Athleten        | Wettbewerb    | Zeit    | Rang    | Zeit          | Rang          | Zeit          | Rang          | Rang |
| --------------- | ------------- | ------- | ------- | ------------- | ------------- | ------------- | ------------- | ---- |
| Frauen          |               |         |         |               |               |               |               |      |
| Tilka Paljk     | 50 m Freistil | 27,34 s | 52      | ausgeschieden | ausgeschieden | ausgeschieden | ausgeschieden | 52   |
| Männer          |               |         |         |               |               |               |               |      |
| Shaquille Moosa | 50 m Freistil | 25,54 s | 56      | ausgeschieden | ausgeschieden | ausgeschieden | ausgeschieden | 56   |